# Wald- und Wildpark Rolandseck

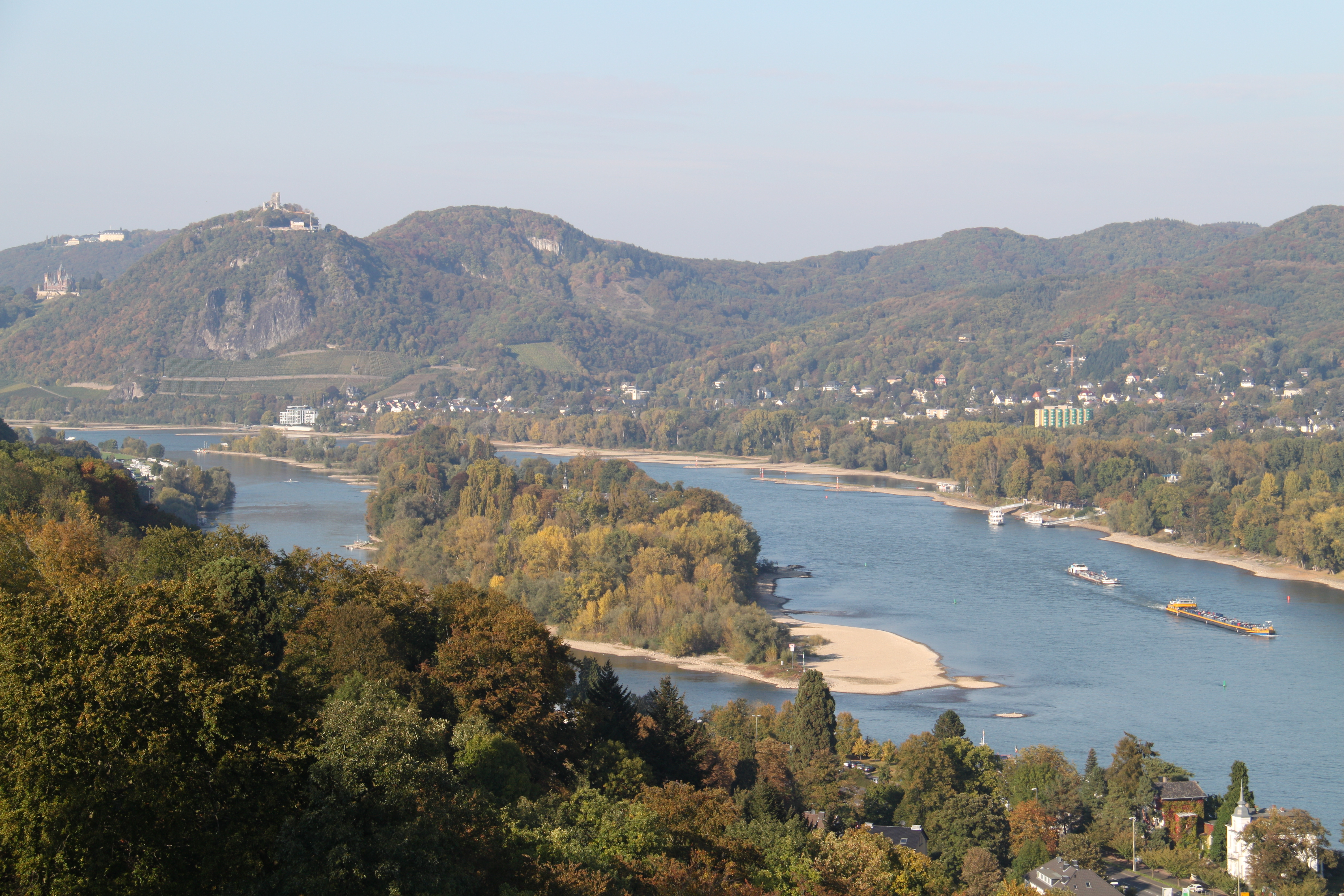
Blick vom historischen Aussichtsturm des Wildparks über den Rhein

Der Wald- und Wildpark Rolandseck im Remagener Ortsteil Rolandseck ist ein privater Wildpark. Der Am Kasselbach 4 gelegene Park beherbergt in Freigehegen und Volieren heimische Wildtiere sowie einige Haustierarten und ist ein beliebtes Ausflugsziel in der Region.

## Geschichte
Die in Rolandseck ansässige, landbesitzende Familie der Freiherren von Lüdinghausen beschloss Ende der 1960er Jahre die Anlage eines öffentlich zugänglichen Parks für Wildtiere. Zusammen mit dem Förster Robert Küpper und weiteren Mitarbeitern der Forstverwaltung Rolandseck wurde im Laufe von zwei Jahren der Wildpark auf einer Fläche von rund 350.000 Quadratmetern angelegt. Am 6. Oktober 1971 wurde der Wildpark in Rolandseck offiziell eröffnet. Der damalige Bundesminister für Land- und Forstwirtschaft Josef Ertl würdigte den neugeschaffenen Park in seiner Eröffnungsansprache als „großartiges Werk für die gesamte Bevölkerung“. Bis zum Ende des Jahres hatte der Park bereits 10.000 Besucher, bis Mitte Mai 1972 waren es 30.000.
Der von März bis November geöffnete und von der Wildpark Rolandseck GmbH betriebene Park ist Mitglied im Deutschen Wildgehege-Verband. 1979 wurde die Anlage vom Verband aufgrund der Erfüllung von in einschlägigen Fachgutachten des Bundesministeriums für Verbraucherschutz, Ernährung und Landwirtschaft genannten Normen als „Fachlich geprüftes Deutsches Wildgehege“ zertifiziert. Seit 1991 war Eckart von Lüdinghausen Geschäftsführer des Wildparks, im März 2016 übernahm Tessa von Lüdinghausen diese Funktion.

## Lage
Der hügelige, teils schluchtige Park liegt südwestlich von Rolandseck. Er erstreckt sich südlich des Anwesens Haus Sölling auf der linken Rheinseite entlang der rund 100 Meter vom Rheinufer entfernt verlaufenden Bahnstrecke vom Bahnhof Rolandseck nach Oberwinter (Mittelrhein-Bahn und Rhein-Ahr-Bahn) und wird von dem hier in den Rhein mündenden Kasselbach durchschnitten. Das Gelände ist weitgehend naturbelassen, verfügt über alten Waldbestand mit eingestreuten Wildäsungsflächen sowie etlichen vom Kasselbach gebildeten Teichen. Die zu nutzenden Wanderwege sind unbefestigt. Ein etwa im Jahr 1860 errichteter Aussichtsturm ermöglicht einen Blick über den Tierpark wie auf das auf der gegenüberliegenden Rheinseite liegende Siebengebirge mit seinem Drachenfels.

## Bestand
In großen Freigehegen im Westteil der Anlage leben verschiedene heimische, große Wildtierarten (Muffelwild, Damwild und Schwarzwild). Daneben finden sich auch Haustiere wie Schottische Hochlandrinder, Hausesel, Ziegen, Ponys oder Kaninchen. Die durch den Kasselbach getrennte, östliche Hälfte des Parks ist den Rothirschen gewidmet. Auf einer 16 Hektar großen Waldfläche lebt dort ein Rudel dieser Tiere.